# Robert Bridges
Robert Seymour Bridges (23 tháng 10 năm 1844 – 21 tháng 4 năm 1930) – nhà thơ Anh.

## Tiểu sử
Robert Bridges sinh ở Walmer, Kent, học ở Eton College và Corpus Christi College, Oxford. Nhận bằng Y khoa và từng làm nghề y tại bệnh viện St Bartholomew, London cho đến năm 1882, sau đó đi về sống ở vùng quê và làm thơ cho đến hết đời.
Robert Bridges theo đuổi một phong cách thơ giản dị mà rõ ràng và tương đối thành công trong những bài thơ trữ tình hay tả cảnh. Trong nhiều tác phẩm của mình Robert Bridges sử dụng những truyền thuyết cổ đại nổi tiếng như Thần Prometheus (Prometheus, 1883); Thần Tình Yêu và Tâm Hồn (Eros and Psyche, 1885); Uy-li-xơ trở về (The Return of Ulysses, 1890)....
Chúc thư của Cái đẹp (The Testament of Beauty, 1929;1930) là một tác phẩm thơ ca triết học viết bằng một thể thơ tự do được đánh giá là tác phẩm rất thành công của Robert Bridges. Năm 1913 ông được tặng danh hiệu "Nhà thơ giải thưởng" (poet laureate).
Ngoài thơ ca, Robert Bridges còn được coi là nhà phê bình uyên bác và sắc sảo trong những tác phẩm nghiên cứu về thi pháp của John Milton và John Keats như: Milton's Prosody, With a Chapter on Accentual Verse (1893); Keats (1895).
Robert Bridges qua đời ngày 21 tháng 4 năm 1930 ở Boars Hill, Oxford.

## Tác phẩm
Thơ:
- The Growth of Love (1876-1889)
- Prometheus the Firegiver: A Mask in the Greek Manner (1884)
- Nero (1885)
- Eros and Psyche: A Narrative Poem in Twelve Measures (Thần tình yêu và Tâm hồn, 1885-1894), a story from the Latin of Apuleius
- Return of Ulysses (Ulysses trở về, 1890)
- Shorter Poems, Books I - IV (1890)
- Shorter Poems, Books I - V (1894)
- Ibant Obscuri: An Experiment in the Classical Hexameter
- The Necessity of Poetry (1918)
- October and Other Poems (1920)
- New Verse (1925)
- The Tapestry: Poems (1925)
- The Testament of Beauty (Chúc thư của Cái đẹp, 1929-1930)

Phê bình:
- Milton's Prosody, With a Chapter on Accentual Verse (1893).
- Keats (1895)
- The Spirit of Man (1916)
- Collected Essays, Papers, Etc. (1927-36)